# Idiomacromerus pannonicus
Idiomacromerus pannonicus är en stekelart som först beskrevs av Ruschka 1923.  Idiomacromerus pannonicus ingår i släktet Idiomacromerus och familjen gallglanssteklar. Inga underarter finns listade i Catalogue of Life.